# Helen Frankenthaler
Helen Frankenthaler (New York City, 12 dicembre 1928 – Darien, 27 dicembre 2011) è stata una pittrice statunitense, parte del movimento del Color field.

## Biografia
Proviene da una famiglia ebraica ed è la figlia più giovane di Alfred Frankenthaler, giudice presso la Corte Suprema di New York.
Studiò alla Dalton School con Rufino Tamayo e al Bennington College nel Vermont. Fu poi moglie dell'artista Robert Motherwell dal 1958 fino al divorzio nel 1971.
Il suo è un contributo essenziale alla storia della pittura americana del dopoguerra. La sua opera, esposta per sei decenni, le ha permesso di abbracciare diverse generazioni di pittori astratti mentre continuava a produrre nuove opere vitali e mutevoli.
Cominciò a esporre i suoi dipinti di espressionismo astratto su larga scala nelle gallerie d'arte e nei musei contemporanei nei primi anni cinquanta. Fu inserita nella mostra del 1964 sull'astrazione post-pittorica, che introdusse una nuova generazione di pittori astratti che arrivò alla notorietà sotto il nome di Color field painters ("pittori di campi di colore"), curata da Clement Greenberg, autorevole critico letterario e artistico con cui ebbe un'amicizia personale. Attraverso Greenberg fu introdotta sulla scena artistica di New York.
Nel 1960 il termine Color field painting fu utilizzato per definire la pittura della Frankenthaler. Questo stile era caratterizzato da ampie aree di un unico colore, più o meno piatto.
Fu influenzata dai quadri di Hans Hofmann e Jackson Pollock e da Greenberg. I suoi lavori sono stati esposti in numerose mostre retrospettive, fra cui una nel 1989 al MoMA di New York. Il primo quadro di Pollock che la Frankenthaler vide fu alla galleria di Betty Parson nel 1950. La pittrice disse riguardo alle opere Autumn Rhythm, Number 30, 1950 e Number One, 1950 di Pollock: «Era tutto lì. Volevo vivere in quella terra. Dovevo vivere lì e padroneggiare il linguaggio.»
Nel 2001 ha ricevuto la National Medal of Arts.
Viveva e operava a Darien, Connecticut.

## Stile e tecnica
Inizialmente associata all'espressionismo astratto, la sua carriera fu lanciata nel 1952 dall'opera Mountains and Sea. Questo grande quadro ha l'effetto dell'acquerello, pur essendo stato dipinto ad olio. Questa tecnica, nota come Soak stain ("imbibizione a macchia"), fu utilizzata da Pollock, Morris Louis e Kenneth Noland e lanciò la nuova generazione di artisti della scuola di pittura del Color field, che si distingueva dalla Action painting in quanto ne rimuoveva i contenuti emozionali, mitici o religiosi.